# Небанковская кредитная организация
Небанковская кредитная организация (НКО) — кредитная организация, которая может осуществлять ограниченный перечень банковских операций. Допустимые сочетания таких операций для НКО устанавливаются Банком России.
Допустимые для НКО банковские операции перечислены в статье 1 Федерального закона «О банках и банковской деятельности».
Также статус НКО получает центральный контрагент, действующий в соответствии с законом «О клиринге, клиринговой деятельности и центральном контрагенте». Банк России вправе определять дополнительные условия осуществления центральным контрагентом банковских операций.
Закон «О банках и банковской деятельности» устанавливает срок рассмотрения документов Банком России о государственной регистрации небанковской кредитной организации — 6 месяцев, а для небанковской кредитной организации, имеющей право на осуществление переводов денежных средств без открытия банковских счетов и связанных с ними иных банковских операций — 3 месяца.

## Особенности
- НКО в кредитной системе РФ узко специализированы: они существуют лишь в сфере расчётов.
- Российские НКО не вправе привлекать денежные средства юридических и физических лиц во вклады в целях размещения от своего имени и за свой счёт.
- НКО запрещено заниматься производственной, торговой и страховой деятельностью.

## История
Впервые НКО появились на банковском рынке в начале 90-х годов прошлого столетия по рекомендации Международного валютного фонда в условиях банковских неплатежей и системы суррогатных расчётов на основе бартера с перспективой обслуживания новых систем расчётов: межбанковских, биржевых, корпоративных и т. д.

## Виды небанковских кредитных организаций
- Небанковская кредитная организация, имеющая право на осуществление переводов денежных средств без открытия банковских счетов и связанных с ними иных банковских операций.
- Расчётная небанковская кредитная организация.
- Небанковская кредитная организация, осуществляющая депозитно-кредитные операции.
- Небанковская кредитная организация — центральный контрагент.

### Имеющие право на осуществление переводов денежных средств без открытия банковских счетов

#### Основные операции
- открытие и ведение банковских счетов юридических лиц (только в части банковских счетов юридических лиц в связи с осуществлением переводов денежных средств без открытия банковских счетов);
- осуществление переводов денежных средств по поручению юридических лиц, в том числе банков-корреспондентов, по их банковским счетам (только в части банковских счетов юридических лиц в связи с осуществлением переводов денежных средств без открытия банковских счетов);
- инкассация денежных средств, векселей, платёжных и расчётных документов и кассовое обслуживание физических и юридических лиц (только в связи с осуществлением переводов денежных средств без открытия банковских счетов);
- осуществление переводов денежных средств по поручению физических лиц без открытия банковских счетов (за исключением почтовых переводов).

Очевидно, что Платёжная небанковская кредитная организация по сравнению с Расчётной имеет более узкий круг позволенных ей операций. Основная цель создания Платёжной НКО может быть — выполнение функций оператора по переводу денежных средств, а также расчётно-кассовое обслуживание юридических лиц, являющихся банковскими платёжными агентами. То есть Платёжная небанковская кредитная организация должна обеспечивать безрисковую систему переводов денежных средств без открытия банковских счетов, прежде всего в рамках организации мгновенных, электронных, мобильных и т. п. платежей.
Минимальный размер уставного капитала составляет:
- 90 миллионов рублей — для вновь регистрируемой небанковской кредитной организации, за исключением минимального размера уставного капитала вновь регистрируемой небанковской кредитной организации — центрального контрагента;
- 300 миллионов рублей — для вновь регистрируемой небанковской кредитной организации — центрального контрагента.

### Расчётная НКО

##### Основные операции
- открытие и ведение банковских счетов юридических лиц;
- осуществление переводов денежных средств по поручению юридических лиц, в том числе банков-корреспондентов, по их банковским счетам;
- инкассация денежных средств, векселей, платёжных и расчётных документов и кассовое обслуживание физических и юридических лиц;
- купля-продажа иностранной валюты в наличной и безналичной формах;
- осуществление переводов денежных средств без открытия банковских счетов, в том числе, электронных денежных средств, (за исключением почтовых переводов);
- деятельность на рынке ценных бумаг в соответствии со статьёй 6 Федерального закона «О банках и банковской деятельности»;
- сделки, перечисленные в части 3 статьи 5 Федерального закона «О банках и банковской деятельности».

##### Расчётная небанковская кредитная организация не имеет права
- на привлечение денежных средств физических и юридических лиц во вклады;
- на открытие и ведение банковских счетов физических лиц;
- на осуществление переводов денежных средств по поручению физических лиц по их банковским счетам;
- на привлечение во вклады и размещение драгоценных металлов;
- на выдачу банковских гарантий

Цель создания Расчетной НКО — обеспечение безрисковой системы расчётов и переводов. Фактически Расчётная небанковская кредитная организация — это тот же банк, но без права привлекать вклады и выдавать кредиты, с ограниченными Центральным банком рисками.
Минимальный размер уставного капитала составляет:
- 90 миллионов рублей — для вновь регистрируемой небанковской кредитной организации, за исключением минимального размера уставного капитала вновь регистрируемой небанковской кредитной организации — центрального контрагента;
- 300 миллионов рублей — для вновь регистрируемой небанковской кредитной организации — центрального контрагента

### Кредитно-депозитная НКО
Название данных НКО говорит само за себя: они имеют право на осуществление определённых кредитно-депозитных операций, но не осуществляют расчётные операции.

#### Основные операции
- привлечение денежных средств юридических лиц во вклады (на определённый срок);
- размещение привлечённых во вклады денежных средств юридических лиц от своего имени и за свой счёт;
- купля-продажа иностранной валюты в безналичной форме: исключительно от своего имени и за свой счёт;
- выдача банковских гарантий.

#### Кредитно-депозитная небанковская кредитная организация не вправе осуществлять
- привлечение денежных средств физических лиц во вклады (до востребования и на определённый срок) и юридических лиц во вклады до востребования;
- открытие и ведение банковских счетов физических и юридических лиц;
- осуществление расчётов по поручению физических и юридических лиц, в том числе банков-корреспондентов, по их банковским счетам;
- инкассацию денежных средств, векселей, платёжных и расчётных документов и кассовое обслуживание физических и юридических лиц;
- куплю-продажу иностранной валюты в наличной форме;
- привлечение во вклады и размещение драгоценных металлов;
- осуществление переводов денежных средств по поручению физических лиц без открытия банковских счетов;
- НДКО не разрешается открывать филиалы и создавать дочерние организации за рубежом.

Минимальный размер уставного капитала установлен в сумме 18 млн рублей.
Порядок открытия всех небанковских кредитных организаций определён Инструкцией Банка России от 02.04.2010 № 135-И «О порядке принятия Банком России решения о государственной регистрации кредитных организаций и выдаче лицензий на осуществление банковских операций» (далее — Инструкция — № 135-И).
Любая Небанковская кредитная организация для регистрации и получения лицензии представляет в Банк России нижеследующие основные документы:
- Заявление о государственной регистрации небанковской кредитной организации, составленное по форме, установленной в соответствии с федеральными законами на имя руководителя Банка России.
- Устав небанковской кредитной организации, утверждённый общим собранием учредителей.
- Бизнес-план, составленный в соответствии с требованиями, установленными нормативными актами Банка России, и утверждённый общим собранием учредителей (при создании Расчетной небанковской кредитной организации, планирующей осуществление расчётов с применением клиринга, приложением к бизнес-плану должно являться положение, регламентирующее порядок проведения расчётов).
- Протокол общего собрания учредителей.
- Документы, подтверждающие уплату государственной пошлины за государственную регистрацию и за предоставление лицензии на осуществление банковских операций.
- Надлежащим образом заверенные копии документов, учредителей небанковской кредитной организации: учредительные документы, документы, подтверждающих их государственную регистрацию, финансовую отчётность и т. д.
- Анкеты кандидатов (соответствующих установленным квалификационным требованиям) на должности единоличного исполнительного органа и главного бухгалтера Платёжной небанковской кредитной организации, имеющей право на осуществление переводов денежных средств без открытия банковских счетов и связанных с ними иных банковских операций.
- Сообщение в письменной форме, содержащее перечень членов совета директоров (наблюдательного совета) небанковской кредитной организации и информацию об отсутствии оснований, препятствующих избранию данных лиц в состав совета директоров (наблюдательного совета).
- Надлежащим образом заверенные копии документов, подтверждающих право собственности (право аренды, субаренды) учредителя или иного лица на завершённое строительством здание (помещение), в котором будет располагаться небанковская кредитная организация.
- Документы, необходимые для подготовки заключения о соблюдении требований о технической укреплённости помещений НКО для совершения операций с ценностями.
- Надлежащим образом заверенная копия документа, выданного федеральным антимонопольным органом и подтверждающего удовлетворение ходатайства о даче согласия на создание небанковской кредитной организации. Документ предоставляется, если в соответствии со ст.29 Закона № 135-ФЗ от 26.07.2006 «О защите конкуренции» такое согласие требуется при создании.
- Документы, необходимые для регистрации первого выпуска акций (при ходатайстве о государственной регистрации небанковской кредитной организации в форме ОАО или ЗАО).
- Полный список учредителей на бумажном носителе по установленной форме.
- Правила осуществления перевода электронных денежных средств (в случае учреждения платёжной небанковской кредитной организации, имеющей право на осуществление переводов денежных средств без открытия банковских счетов и связанных с ними иных банковских операций).

Документы, представляются в территориальное учреждение Банка России по предполагаемому местонахождению создаваемой небанковской кредитной организации не позднее чем через месяц после заключения договора об утверждения устава (для ООО или ОДО), либо не позднее чем через месяц после заключения договора о создании и утверждения устава (для ОАО или ЗАО).
Требования к представляемым документам, их содержанию и форме, установлены главой 3 Инструкции 135-И.
Требования к формированию Уставного капитала небанковской кредитной организации установлены главой 4 Инструкции № 135-И.
Вкладом в уставный капитал небанковской кредитной организации могут быть только:
- денежные средства в валюте Российской Федерации;
- денежные средства в иностранной валюте;
- принадлежащее учредителю небанковской кредитной организации на праве собственности здание (помещение), завершённое строительством (в том числе включающее встроенные или пристроенные объекты), в котором может располагаться кредитная организация;
- принадлежащее учредителю небанковской кредитной организации на праве собственности имущество в виде банкоматов и терминалов, функционирующих в автоматическом режиме и предназначенных для приёма денежной наличности от клиентов и её хранения.

Формирование уставного капитала не допускается привлечёнными денежными средствами (кредитами).
Вклад в уставный капитал имуществом, право распоряжения по которому ограничено в соответствии с федеральными законами или заключёнными ранее договорами, не допускается.
Стоимость вклада в неденежной форме в уставный капитал не может превышать 20 % цены размещения акций (долей в уставном капитале).
Если вклад в уставный капитал вносится имуществом в неденежной форме, то учредитель должен представить документы, подтверждающие его право на внесение указанного имущества в уставный капитал. Федеральным законом от 01.05.2017 N 92-ФЗ «О внесении изменений в отдельные законодательные акты Российской Федерации» предусмотрена возможность изменения статуса банка на статус микрофинансовой компании. Указанным федеральным законом также определён порядок получения микрофинансовой компанией статуса банка с базовой лицензией или небанковской кредитной организации.

### Центральный контрагент
Центральный контрагент — юридическое лицо, которое является одной из сторон заключаемых договоров, обязательства из которых подлежат включению в клиринговый пул, имеет лицензию небанковской кредитной организации на осуществление банковских операций, а также лицензию на осуществление клиринговой деятельности и которому присвоен статус центрального контрагента.
Порядок присвоения статуса центрального контрагента установлен соответствующей инструкцией Банка России